# Герасименко, Михаил Корнеевич
Михаил Корнеевич Герасименко (1922—1976) — участник Великой Отечественной войны, стрелок 178-го гвардейского стрелкового полка 60-й гвардейской стрелковой дивизии 6-й армии 3-го Украинского фронта, гвардии старший сержант. Герой Советского Союза.

## Биография
Родился 3 июля 1922 года на хуторе Гарбузовая Балка Брюховецкого района Краснодарского края в семье крестьянина. Русский.
В одиннадцать лет остался без отца и матери, воспитывался в колхозном детдоме. Окончил 7 классов, работал в колхозе.
С 1940 года в Красной Армии. На фронте Великой Отечественной войны — с июня 1941.
Стрелок 178-го гвардейского стрелкового полка гвардии старший сержант Михаил Герасименко 26 ноября 1943 года одним из первых преодолел реку Днепр в районе с. Разумовка (Запорожский район Запорожской области), ворвался в траншею противника, в рукопашной схватке уничтожил 4 гитлеровцев и ручной пулемёт. Затем подполз к дзоту, преградившему путь наступавшей пехоте, и забросал его гранатами, уничтожив пулемёт и 2 противотанкового ружья.
В 1946 году был демобилизован. В этом же году вступил в КПСС.
Жил на хуторе Гарбузовая Балка. Работал председателем сельсовета, заведующим фермой, бригадиром строительной бригады колхоза «Заветы Ильича».
Умер 3 августа 1976 года. Похоронен на кладбище хутора Гарбузова Балка.

## Награды
- Звание Героя Советского Союза присвоено 22 февраля 1944 года.
- Награждён орденом Ленина и медалями.

## Память
- В профессиональном училище № 80 станицы Брюховецкой в 2009 году проводился классный час о Великой Отечественной войне — «Герои земли Брюховецкой», где рассказывалось о Герасименко М. К.[1]